# Литературные памятники Сибири
Литерату́рные па́мятники Сиби́ри — серия книг, издававшаяся по инициативе литературоведа и критика Е. Г. Раппопорта (1935—1977) с 1979 по 1993 год Восточно-Сибирским книжным издательством в Иркутске. Планировалось выпустить 30 книг, всего вышло 23 книги в серийном оформлении общим тиражом 2 миллиона 275 тысяч экземпляров. В серии представлены романы, повести, рассказы, очерки, фельетоны, стихи, мемуары, записки сибирских авторов XVII—XX веков. Одна книга посвящена русским сказкам Восточной Сибири. Каждый том сопровождается научным аппаратом, статьёй о жизни и творчестве писателя, а также иллюстрациями.

## Редакционная коллегия
- Граубин Г. Р.
- Деревянко А. П. (председатель 1984—1993)
- Иоффе Л. В.
- Кунгуров Г. Ф.
- Лихачёв Д. С.
- Ломунов К. Н.
- Окладников А. П. (председатель 1979—1983)
- Распутин В. Г.
- Сергеев М. Д.
- Слабковская Е. Г. (секретарь)
- Трушкин В. П.
- Филиппов Р. В.
- Шастин А. М.
- Якимова Л. П.
- Яновский Н. Н.

## Список книг серии
- Житие протопопа Аввакума, им самим написанное, и другие его сочинения / Подгот., коммент. Н. К. Гудзия, В. Е. Гусева, Н. С. Демковой, А. С. Елеонской, А. И. Мазунина, послесл. В. Е. Гусева. — 1979. — 368 с., ил. — тираж 100 000 экз.

- Владимир Зазубрин. Два мира. Горы : Романы / Послесл. В. П. Трушкина. — 1980. — 560 с., ил. — тираж 100 000 экз.

- Михаил Загоскин. Магистр: Роман / Сост., подгот., послесл., коммент., библиогр. Н. И. Кондратьева. — 1981. — 352 с., ил. — 100 000 экз.

- Александр Новосёлов. Беловодье: Повести, рассказы, очерки / Сост., примеч., предисл. Н. Н. Яновского. — 1981. — 448 с., ил. — тираж 110 000 экз.

- Георгий Гребенщиков. Чураевы / Сост., послесл. Н. Н. Яновского. — 1982. — 432 с., ил. — тираж 100 000 экз.

- Иван Новокшонов. Потомок Чингисхана: Повести / Сост. Н. Т. Иванова, послесл. Л. П. Якимовой. — 1983. — 432 с., ил. — тираж 100 000 экз.

- Иннокентий Фёдоров-Омулевский. Шаг за шагом: Роман, рассказы / Сост. Н. Минаева и В. Оскоцкий, послесл. В. Оскоцкий, коммент., библиогр. Н. Минаева. — 1983. — 576 с., ил. — тираж 100 000 экз.

- Пётр Ершов. Сузге: Стихотворения, драматические произведения, проза, письма / Сост., коммент. В. Г. Уткова. — 1984. — 464 с., ил. — 100 000 экз.

- Василий Михеев. Золотые россыпи: Роман, рассказы, очерки / Сост., подгот. текста, послесл., коммент. Е. А. Куклиной. — 1984. — 543 с., ил. — тираж 100 000 экз.

- Русские сказки Восточной Сибири: Сказки / Сост., подгот. текста, коммент. и предисл. проф Е. И. Шастиной. — 1985. — 464 с., ил. — тираж 100 000 экз.

- Иван Калашников. Дочь купца Жолобова: Романы, повесть / Сост., коммент., послесл.  М. Д. Сергеева. — 1985. — 640 с., ил. — 150 000 экз.

- Феоктист Березовский. Бабьи тропы: Роман, рассказы, очерки / Сост., примеч., послесл. Е. А. Куклиной. — 1986. — 624 с., ил. — тираж 200 000 экз.

- Арсений Жиляков. Дело мирское: Рассказы. Степан Исаков. Недра жизни: Повести, рассказы, очерки / Сост., примеч., послесл. Н. Н. Яновского. — 1986. — 416 с., ил. — тираж 150 000 экз.

- Александр Черкасов. Из записок сбирского охотника / Сост., послесл., примеч. Е. Д. Петряева. — 1987. — 576 с., ил. — тираж 100 000 экз.

- Антон Сорокин. Хохот жёлтого дьявола: Повесть, рассказы. Георгий Вяткин. Возвращение: Рассказы / Сост., примеч., послесл. Е. И. Беленького, В. М. Физикова. — 1986. — 464 с., ил. — тираж 50 000 экз.

- Иван Кущевский. Николай Негорев, или Благополучный россиянин: Роман, рассказы, фельетоны / Сост., послесл. В. Ф. Уляндро, примеч. Н. И. Якушина, В. Ф. Уляндро. — 1988. — 624 с., ил. — тираж 100 000 экз. — ISBN 5-7424-0012-8.

- Михаил Знаменский. Исчезнувшие люди. Николай Белоголовый. Воспоминания сибиряка / Сост., примеч., послесл. Н. Н. Александровой, Н. П. Матхановой — 1988. — 560 с., ил. — тираж 100 000 экз.

- Михаил Ошаров. Большой аргиш: Роман, рассказы / Сост., примеч., послесл. Н. Н. Яновского. — 1989. — 416 с., ил. — тираж 100 000 экз. — ISBN 5-7424-0131-0.

- Исаак Гольдберг. Сладкая полынь: Повести, рассказы / Послесл., сост., коммент. В. П. Трушкина. — 1989, 624 с., ил. — тираж 100 000 экз. — ISBN 5-7424-0132-9.

- Георгий Куклин. Сквозь ветер: Роман, повести, рассказы / Послесл., сост., коммент. О. А. Гантваргер. — 1990. — 448 с., ил. — тираж 50 000 экз.

- Записки иркутских жителей[1] / Сост., примеч., послесл.  М. Д. Сергеева. — 1990. — 544 с., ил. — тираж 50 000 экз. — ISBN 5-7424-0216-3.

- Николай Полевой. Мешок с золотом: Повести, рассказы, очерки / Сост., примеч., послесл. М. Д. Сергеева. — 1991. — 624 с., ил. — тираж 100 000 экз. — ISBN 5-7424-0407-7.

- Пётр Петров. Золото: Романы, очерки / Сост., полесл.,коммент. В. П. Трушкина. — 1993. — 556 с. — тираж 15 000 экз. — ISBN 5-7424-0450-6.

## Неизданные книги серии
- Произведения Николая Наумова.
- Произведения Николая Ядринцева.
- Сибирская поэзия.
- Сибирская публицистика конца XVIII — начала XX века.
- Сибирские летописи.
- Сибирский рассказ.
- Челобитные Андрея Фёдоровича Палицына[2][3].